# Гиренков, Георгий Леонтьевич
Георгий Леонтьевич Гиренков (1830—1894) — военный юрист, член Главного военного суда, генерал от инфантерии.

## Биография
Гиренков родился 6 июня 1830 года в дворянской семье. Окончив 2-й кадетский корпус, 26 мая 1849 года выпущен прапорщиком в лейб-гвардии Финляндский полк и в том же году в ходе Венгерской кампании принял участие в походе гвардии к западной границе (в боевых действиях полк не участвовал). Продолжая службу в полку, был произведён в подпоручики (6 декабря 1850 года), поручики (25 июня 1854 года), штабс-капитаны (23 апреля 1861 года) и капитаны (30 августа 1864 года), во время Крымской войны 1853—1856 годов находился в частях, предназначенных для охраны побережья Балтийского моря, участвовал в подавлении восстания в Польше в 1863—1864 годах, два года командовал ротой.
В 1867 году в ходе реформирования военно-судебной системы были образованы первые военно-окружные суды. Места председателей и членов судов замещались строевыми офицерами, так как профессиональных военных юристов до этого времени не было. Капитан гвардии Гиренков был переименован в подполковники (1 августа 1867 года), менее чем через три месяца произведён в полковники (23 октября) и получил назначение военным судьёй в Московский военно-окружной суд. Два года спустя он был переведён на должность военного судьи во вновь открытый (23 октября 1869 года) Киевский военно-окружной суд.
В Киевском военно-окружном суде Гиренков прослужил более 13 лет, получив 1 января 1878 года чин генерал-майора. 28 апреля 1883 года Гиренков стал председателем Виленского военно-окружного суда и занимал этот пост до 30 октября 1889 года, когда, уже в чине генерал-лейтенанта (с 30 августа 1888 года), был назначен одним из пяти постоянных членов Главного военного суда. Членом Главного военного суда Гиренков оставался до 14 мая 1894 года, когда по болезни был уволен от службы с производством в генералы от инфантерии, с мундиром и пенсией.
Отставку Гиренков пережил только на две недели: 1 июня 1894 года он скончался в Санкт-Петербурге.

## Семья
Георгий Леонтьевич и Лидия Александровна (ум. 1916) Гиренковы имели четырёх детей; один из их сыновей, Георгий (1881—1931), участвовал в Первой мировой войне в чине полковника лейб-гвардии Егерского полка, другой, Евгений (1878—1917), был офицером армейской кавалерии.
Его старший брат Александр Леонтьевич Гиренков (1822—1886) также находился на военной службе, генерал-майор в отставке (1874), участвовал в боевых действиях на Кавказе, в чине полковника являлся начальником Кюринского округа Дагестанской области.

## Награды
- Орден Святого Станислава 3-й ст. (1857)
- Орден Святой Анны 3-й ст. (1863)
- Орден Святого Станислава 2-й ст. (1867)
- Орден Святой Анны 2-й ст. (1870; императорская корона к ордену в 1873)
- Орден Святого Владимира 3-й ст. (1880)
- Орден Святого Станислава 1-й ст. (1884)
- Орден Святой Анны 1-й ст. (30 августа 1891)
- Знак отличия беспорочной службы за XL лет (22 августа 1890)